# Avon Park
Pour les articles homonymes, voir Avon.
Avon Park est une ville américaine située dans le comté de Highlands, en Floride.

## Démographie
| 1920 | 1930  | 1940  | 1950  | 1960  | 1970  |
| ---- | ----- | ----- | ----- | ----- | ----- |
| 890  | 3 355 | 3 125 | 4 612 | 6 073 | 6 712 |

| 1980  | 1990  | 2000  | 2010  | - | - |
| ----- | ----- | ----- | ----- | - | - |
| 8 026 | 8 042 | 8 542 | 8 836 | - | - |